# タコマナローズ

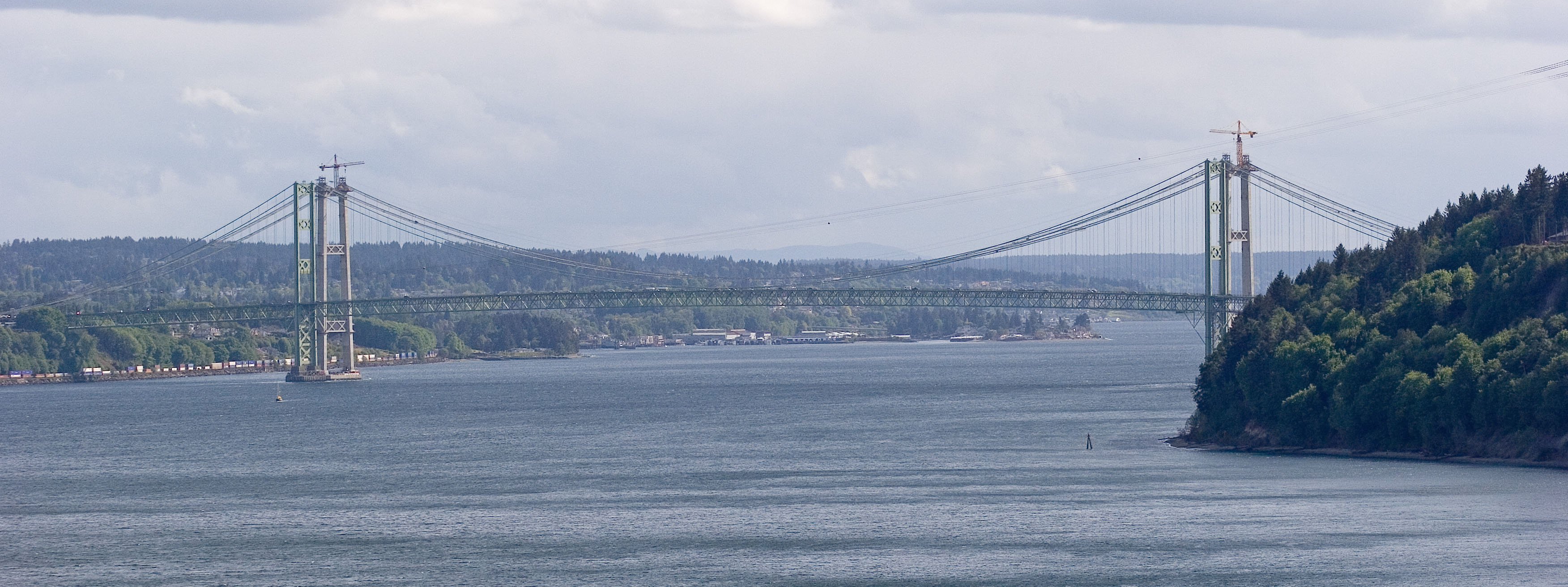
タコマナローズの海峡とタコマナローズ橋

タコマナローズ（Tacoma Narrows）は、アメリカ合衆国ワシントン州にある海峡。ピュージェット湾の奥、キトサップ半島とワシントン州本土とが非常に接近している部分である。近くには太平洋側有数の港湾都市タコマがある。
キトサップ半島にはアメリカ海軍の造船所の街ブレマートンなどがあり、この海峡への大型架橋への期待は19世紀末よりあった。1940年7月には長さ1,524mの世界第3位（当時）の吊り橋、タコマナローズ橋が完成したが、構造的欠陥により同年11月に強風で落橋した。1950年10月には改めて1,822mの長さの現在のタコマナローズ橋ができ、交通量の増加により2本目の橋も完成し、2007年7月に開通した。
世界最大級のタコ、ミズダコ（North Pacific Giant Octopus）がタコマナローズ橋付近に巣を作っている。

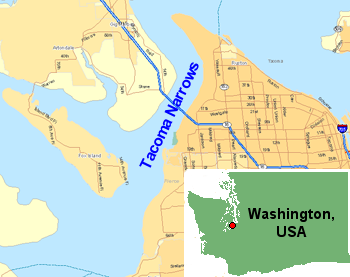
周辺地図